# 棕紋犬牙鱂
棕紋犬牙鱂，為輻鰭魚綱鯉齒目鰕鱂亞目溪鱂科的其中一種，為熱帶淡水魚，分布於中美洲哥斯大黎加的大西洋岸淡水流域，體長可達7.5公分，棲息在棲息在海拔較高、水流快速且植被生長的溪流，生活習性不明。

## 擴展閱讀
維基物種上的相關：棕紋犬牙鱂